# توماسو بيلازيني
توماسو بيلازيني (بالإيطالية: Tommaso Bellazzini)‏ (23 ديسمبر 1987 ببيزا في إيطاليا - ) هو لاعب كرة قدم إيطالي في مركز الوسط. شارك مع منتخب إيطاليا تحت 18 سنة لكرة القدم. أما مع النوادي، فقد لعب مع فيورنتينا ونادي بيستويسي ونادي سيتاديلا ونادي فيتشينزا ونادي فينيزيا ونادي ليتشي واتحاد بافيا لكرة القدم.

## روابط خارجية
- توماسو بيلازيني على موقع قاعدة بيانات كرة القدم.إي يو (الإنجليزية)
- توماسو بيلازيني على موقع Soccerway.com (الإنجليزية)
- توماسو بيلازيني على موقع عالم كرة القدم.نت (الإنجليزية)